# Landesleistungszentrum
Landesleistungszentren sind Einrichtungen für den Hochleistungssport der Länder in Deutschland sowie der Länder in Österreich.

## Kennzeichen

### Deutschland
Die Landesleistungszentren sind gesondert geförderte Sport- und Ausbildungsstätten für Nachwuchskadersportler. Sie werden durch den jeweiligen Landesausschuss Leistungssport eines Landessportbundes (Baden-Württemberg, Bayern, Berlin, Brandenburg, Bremen, Hamburg, Hessen, Mecklenburg-Vorpommern, Niedersachsen, Nordrhein-Westfalen, Rheinland-Pfalz, Saarland, Sachsen, Sachsen-Anhalt, Schleswig-Holstein und Thüringen) genehmigt. Von den Ländern werden unter anderem Aufwendungen für den Betrieb und die Nutzung der Einrichtungen gefördert.
Neben den Bundesstützpunkten, den Bundesleistungszentren und Olympiastützpunkten sind sie ein Strukturelement innerhalb des Stützpunktsystems des deutschen Spitzensports.

### Österreich
Die Landesleistungszentren (auch Sportleistungszentren) sind neben den Bundesleistungszentren und Olympiazentren ein Strukturelement innerhalb des österreichischen Spitzensports. Daneben gibt es in Österreich noch Heeres- sowie Universitätssportzentren.

## Beispiele

### Deutschland

#### Baden-Württemberg
- Landesleistungszentrum Boxsport der Sportschule Ruit in Ostfildern
- Landesleistungszentrum Fechten beim Fecht-Club Tauberbischofsheim (seit 1970)
- Landesleistungszentrum Gewichtheben des Baden-Württembergischen Gewichtheberverbands in Leimen
- Landesleistungszentrum Golfen des Baden-Württembergischen Golfverbands beim Golf Club St. Leon-Rot
- Landesleistungszentrum Kanusport beim Wassersportverein Mannheim-Sandhofen
- Landesleistungszentrum Leichtathletik beim Stadion Festwiese in Stuttgart
- Landesleistungszentrum Rollkunstlauf, Rollhockey und Eiskunstlauf beim REV Heilbronn
- Landesleistungszentrum Rugby des Rugby-Verbands Baden-Württemberg in Heidelberg
- Landesleistungszentrum Segeln bei der Michelsen-Werft in Friedrichshafen am Bodensee
- Landesleistungszentrum Sportschießen in Pforzheim
- Landesleistungszentrum Tennis des Badischen Tennisverbandes beim TC Blau-Weiß Leimen

#### Bayern
Mit Stand Januar 2019 existierten in Bayern folgende Landesleistungszentren:
- Landesleistungszentren Baseball und Softball in der Armin-Wolf-Arena in Regensburg
- Landesleistungszentren Bobsport und Schlittensport in Kreuth
- Landesleistungszentren Eissport in der Fanatec Arena (Landshut, Eishockey) und Max Aicher Arena (Inzell, Eisschnelllauf)[3]
- Landesleistungszentrum Fechten in München
- Landesleistungszentrum Gewichtheben beim ESV Neuaubing in München
- Landesleistungszentrum Handball beim TV Großwallstadt
- Landesleistungszentren Hockey in München und Nürnberg
- Landesleistungszentrum Judo in München
- Landesleistungszentrum Karate des Bayerischen Karate Bunds in Kempten (Allgäu)
- Landesleistungszentren Leichtathletik in Fürth und München
- Landesleistungszentren Luftsport in Unterwössen und Ebermannstadt beim Flugplatz Burg Feuerstein
- Landesleistungszentrum Radsport in Nürnberg
- Landesleistungszentren Reiten in Ansbach (Vielseitigkeit), München-Riem (Dressur, Springen) und Vaterstetten (Voltigieren)
- Landesleistungszentren Schützen bei der Olympia-Schießanlage Hochbrück[3]
- Landesleistungszentren Schwimmen in Burghausen und Würzburg
- Landesleistungszentrum Segeln in Tutzing
- Landesleistungszentren Ski in Berchtesgaden (Nordisch)/Ruhpolding (Biathlon), Oberstdorf (Nordisch)-Oberjoch, Bad Hindelang (Alpin), Warmensteinach/Bischofsgrün (Nordisch; mit den Gebrüder-Wehrmann-Schanzen) und Arber/Zwiesel (Alpin, Nordisch (ohne Sprung), Biathlon, Freestyle)[3]
- Landesleistungszentrum Sport- und Wettkampfklettern der Sektion Augsburg des Deutschen Alpenvereins im Kletterzentrum in der Bezirkssportanlage Süd am Siebentischwald in Augsburg
- Landesleistungszentrum Tennis in Oberhaching
- Landesleistungszentrum Tischtennis des Bayerischen Tischtennis-Verbands in Burglengenfeld
- Landesleistungszentrum Turnen (Kunstturnen, Rhythmische Sportgymnastik, Trampolin) in München
- Landesleistungszentrum Volleyball in Unterschleißheim

#### Berlin
- Landesleistungszentren für elf verschiedene Sportarten im Sportforum Hohenschönhausen (u. a. durch den Berliner Turn- und Freizeitsport-Bund)
- Landesleistungszentren für die Sportarten Leichtathletik, Handball, Hockey und Volleyball im Horst-Korber-Sportzentrum
- Landesleistungszentren Basketball und Tanzen in der Max-Schmeling-Halle in Bezirk Pankow
- Landesleistungszentrum Fußball "Richard Genthe" des Berliner Fußball-Verbands
- Landesleistungszentrum Schwimmen des Berliner Schwimm-Verbands, u. a. mit dem Sportzentrum Schöneberg und den Wasserfreunde Spandau 04 (Wasserball)
- Landesleistungszentrum Sportschützen in Berlin-Spandau
- Landesleistungszentrum Wasserspringen in der Schwimm- und Sprunghalle im Europasportpark

#### Brandenburg
- Landesleistungszentrum Leichtathletik im Waldstadion Löwenberg

#### Bremen
- Landesleistungszentrum Tischfußball bei den Kickerfreunden Bremen

#### Hamburg
- Landesleistungszentren Ruder- und Kanusport beim Wassersportzentrum Hamburg-Allermöhe
- Landesleistungszentrum Schwimmen des Hamburger Schwimmverbandes in Hamburg-Dulsberg

#### Hessen
- Landesleistungszentrum Billard des Hessischen Billard Landesverbands beim Billard Club Frankfurt 1912
- Landesleistungszentrum Reiten beim Hofgut Kranichstein
- Landesleistungszentrum des Hessischen Schützenverbands in Schwanheim (Frankfurt)

#### Mecklenburg-Vorpommern
- Landesleistungszentren Badminton und Fußball beim Greifswalder SV 04
- Landesleistungszentrum Behinderten- und Rehabilitationssport in Greifswald

#### Niedersachsen
- Landesleistungszentrum Biathlon auf dem Sonnenberg
- Landesleistungszentrum Rollstuhlbasketball in Hannover des Behinderten-Sportverbands Niedersachsen
- Landesleistungszentrum Sportschützen des Nordwestdeutschen Schützenbunds in Bassum

#### Nordrhein-Westfalen
- Landesleistungszentrum Boxsport des Westdeutschen Amateur-Box-Verbandes unter der Südtribüne des Westfalenstadions (bis 2015) in Dortmund
- Landesleistungszentrum Eiskunstlaufen und Eistanzen beim Eissportzentrum Westfalenhallen in Dortmund
- Landesleistungszentren Gewichtheben und Judo bei der Sportschule Hennef
- Landesleistungszentrum Kanurennsport am Baldeneysee
- Landesleistungszentrum Klettern bei DAV Kletterzentrum Wupperwände in Wuppertal (seit 2006) der Sektion Wuppertal des DAV
- Landesleistungszentrum Kunst- und Turmspringen beim SV Neptun Aachen 1910
- Landesleistungszentrum Leichtathletik in der Leichtathletikhalle im Arena-Sportpark in Düsseldorf
- Landesleistungszentrum Luftsport beim Flugplatz Oerlinghausen
- Landesleistungszentrum Segelflug am Flugplatz Dinslaken/Schwarze Heide
- Landesleistungszentrum Fallschirmsport am Flugplatz Marl-Loemühle
- Landesleistungszentrum Ski in Meinerzhagen des Westdeutschen Skiverbands
- Landesleistungszentrum Sportschützen des Westfälischen Schützenbunds in Dortmund
- Landesleistungszentrum Tischtennis des Westdeutschen Tischtennisverbandes beim Deutschen Tischtennis-Zentrum in Düsseldorf
- Landesleistungszentrum Wildwasserpark Hohenlimburg in Hagen

#### Rheinland-Pfalz
- Landesleistungszentrum Boccia in Bad Kreuznach
- Landesleistungszentrum Hockey beim TSV Schott Mainz
- Landesleistungszentrum Kanusportanlage in Bad Kreuznach (Wildwasser)
- Landesleistungszentrum Kunstturnen in Niederwörresbach
- Landesleistungszentrum Rudern beim Bootshaus des MRV am Winterhafen in Mainz
- Landesleistungszentrum Schwimmen bei der SG EWR Rheinhessen-Mainz
- Landesleistungszentren Sportschießen des Fachverbands Sportschießen Rheinhessen

#### Saarland
- Landesleistungszentrum Billard in Schiffweiler-Landsweiler
- Landesleistungszentrum Segelflug "Helmut Reichmann" beim Flugplatz Marpingen (seit 1981)

#### Sachsen
- Landesleistungszentren für mehrere Wintersportarten beim SSV Altenberg in Altenberg (u. a. Rennschlitten- und Bobbahn Altenberg, Biathlonarena mit Schießhalle, Laufhalle, Bobanschubstrecke)
- Landesleistungszentrum Eissport beim ETC Crimmitschau
- Landesleistungszentrum Frauen- und Mädchenfußball beim RB Leipzig (seit 2016), zuvor beim Leipziger FC 07 und FFV Leipzig

#### Sachsen-Anhalt
- Landesleistungszentrum Sportschützen in Weißandt-Gölzau

#### Schleswig-Holstein
- Landesleistungszentrum Rudern des Ruderverbands Schleswig-Holstein bei der Ruderakademie Ratzeburg

#### Thüringen
- Landesleistungszentrum Schwimmen des Thüringer Schwimmverbands in Erfurt

### Österreich

#### Kärnten
- Landesleistungszentrum Leichtathletik in Klagenfurt am Wörthersee[4]

#### Salzburg
- Landesleistungszentrum Fechten des Österreichischen Fechtverbands in Salzburg

#### Steiermark
- Landesleistungszentrum Fechten des Österreichischen Fechtverbands in der Steiermark
- Landesleistungszentrum Radsport in Graz, davor in Deutschlandsberg[5]
- Landesleistungszentrum Eishockey in Graz